# ایستگاه کاتاسه-انوشیما
ایستگاه کاتاسه-انوشیما (انگلیسی: Katase-Enoshima Station) یک ایستگاه قطار وابسته به خط اوداکیو-انوشیما است. این ایستگاه در فوجیساوا، کاناگاوا، استان کاناگاوا، ژاپن واقع شده است.